# قصاب‌کلا میانده
قصاب‌کلا میانده، روستایی است از توابع بخش لاله‌آباد شهرستان بابل در استان مازندران ایران.

## جمعیت
این روستا در دهستان لاله‌آباد قرار دارد و براساس سرشماری مرکز آمار ایران در سال ۱۳۸۵، جمعیت آن ۴۹۳ نفر (۱۲۱خانوار) بوده‌است.